# Mustafa ibn Mahmud
Mustafa Bey ibn Mahmud (in arabo مصطفى باي بن محمد‎?; agosto 1786 – La Goulette, 10 ottobre 1837) è stato Bey di Tunisi dal 1835 alla propria morte.

## Regno
Fratello minore di Hussein II Bey, egli venne designato come Principe della Corona nel 1824 e succedette al fratello nel governo del paese il 20 maggio 1835. Egli venne nominato Maggior Generale delle armate dell'Impero ottomano il 15 dicembre dell'anno successivo.
Nel febbraio del 1837 Mustafa, su consiglio de Gran Visir Shakir Sahab al-Taba'a, operò un censimento di tutta la popolazione di Tunisi dai 10 ai 25 anni di età, che fossero abili alle armi. Questo agitò la popolazione che vide in questo una sorta di tentativo di coscrizione forzata. Nel tentativo di appianare le difficoltà, il Bey chiese allo sceicco di al-Medina e agli sceicchi di due sobborghi della città di indicare 22 notabili che fossero disposti a conferire con lui per chiarire la situazione, ma l'immediato rifiuto fu sulla sede della riunione, che dal Palazzo del Bardo (sede regale) venne costretta a spostarsi alla moschea-università della Zaytuna, il principale centro di insegnamento superiore islamico di Tunisi.
I notabili fecero presente immediatamente al Bey che questo genere di coscrizione forzata avrebbe violato uno dei principali diritti di cui la popolazione della città di Tunisi aveva sempre goduto cioè: "... che sin dall'arrivo dei turchi in città, la popolazione aveva goduto dell'immunità militare e come tale, in caso di guerra, si sarebbe limitata a difendere la capitale ed a fornire sostegno alle truppe in essa stanziate, versando il 25% delle proprie tasse a favore della causa bellica e che ogni casa si impegnasse a donare un sessantesimo del proprio reddito famigliare per mantenere i soldati...". Mustafa si oppose però a queste posizioni e la popolazione si trovò quasi sull'orlo della guerra civile.
Si ha ragione di credere che il Bey non avesse ben chiara la situazione militare a sua disposizione e che ritenesse necessario arruolare nuovo personale militare in quanto carente negli arruolamenti regolari. Dopo questo accaduto, infatti, il progetto venne definitivamente accantonato e il suo ispiratore, il Gran Visir, venne strangolato l'11 settembre del 1837 nei corridoi del Palazzo del Bardo. Il Bey, mandante dell'omicidio, riteneva infatti che questi volesse attentare alla propria vita ed addirittura occupare il suo trono, provocando una rivolta popolare che avrebbe rovesciato il secolare potere della sua casata. Alla sua morte, il Gran Visir venne rimpiazzato da un altro mamelucco, Mustafa Khaznadar, uno schiavo liberato di estrazione greca, che giunse a questa importante carica alla sola età di 21 anni.
Alla sua morte, Mustafa, venne sepolto nel mausoleo detto Turbet el-Bey (Tomba del Bey), a Tunisi.